# Мизантроп (фильм, 2023)
«Мизантроп» (англ. To Catch a Killer) — американский остросюжетный триллер режиссёра Дамиана Сифрона, снятого по сценарию Джонатана Вэйкхэма и Дамиана Сифрона. В главных ролях сыграли Шейлин Вудли и Бен Мендельсон.
Фильм вышел в российский прокат 20 апреля 2023 года.

## Сюжет
В Новогоднюю ночь в Балтиморе не оставляющий следов стрелок-маньяк совершает серию убийств, маскируя их под гром фейерверков, прямо в центре города. ФБР бессильны в его поисках, и поначалу расследование заходит в тупик. 
Заметив потенциал в молодой полицейской Элеанор, главный следователь ФБР Джеффри Ламмарк включает её в свою команду. Вскоре, благодаря её неординарному мышлению, у Ламмарка появляется первая зацепка в этом деликатном деле.
Несмотря на все усилия группы схватить преступника, убийца теряет контроль над собой и совершает только день спустя очередное массовое убийство в торговом центре. У команды остаётся всё меньше времени, и Ламмарк соглашается пойти на отчаянный шаг, рискуя при этом своей карьерой.

## В ролях
- Шейлин Вудли — Элеонор Фалько
- Бен Мендельсон — Джеффри Ламмарк
- Джован Адепо — Джек Маккензи, агент ФБР
- Ральф Айнесон — Дин Посси
- Розмари Дансмор  — миссис Посси
- Ричард Земан — Фрэнк

## Производство
В мае 2019 года к касту присоединилась Шейлин Вудли. Актриса выступает также продюсером фильма. В октябре 2019 года в СМИ появилась информация, что Марк Стронг ведёт переговоры об участии в картине. В декабре 2020 года к актёрскому составу присоединился Бен Мендельсон, в январе 2021 года — Джован Адепо.
Съёмки фильма стартовали в январе в канадском городе Монреале и завершились в марте 2021 года.

## Цензура
В России фильм подвергся цензуре из-за Закона о запрете пропаганды ЛГБТ. В официальной озвучке Мосфильма однополые отношения Джеффри Ламмарка были представлены в качестве дружеских.